# Dobrivoje Stošović
Dobrivoje Stošović (Brus, 1894 — Beograd, 20. septembar 1957) bio je ekonomista i političar. Bio je ministar prosvete u periodu 24.jun 1935 - 4. oktobar 1937, ministar građevina 1937, 1938. i ministar šuma i ruda 1938. i 1939.

## Život
Rođen je 1894. u Brusu. Osnovnu školu završio u varošici Blace kod Prokuplja, a sedmi razred Bogoslovije „Sveti Sava“ u Beogradu završio je sa odličnim uspehom 1911-12. Na Univerzitetima u Londonu i Kembridžu studirao je prava i finansijsko-ekonomske nauke koje je diplomirao 1922.  Radio je kao sekretar i šef odseka Ministarstva finansija, gde je ostao do osnivanja Privilegovane Agrarne banke. U njoj je bio glavni sekretar 1929, a 1931. direktor i generalni direktor sve do 1935. Na izborima 1935. u prokupačkom srezu izabran je za narodnog poslanika. U kabinetu Milana Stojadinovića zauzimao je mesto ministra prosvete od 1935. do 1937. Bio je ministar građevina 1937, 1938. i ministar šuma i ruda 1938. i 1939.
Kao ministar prosvete zalagao se za postavljanje osnovne škole na „sigurne osnove“, kao i za osiguranje realnih materijalnih potreba škola za otvaranje dovoljnog broja osnovnih škola, produženje trajanja školovanja sa 4 na 8 godina, za savremenu reorganizaciju metoda nastave, jer „golo saopštavanje znanja treba zameniti radno aktivno nastavom“. Zalagao se za reformu učiteljskog obrazovanja i za formiranje učiteljskog kadra kojem je trebalo, pored opštog obrazovanja, dati i specijalna znanja iz poljoprivrede, koja bi primenjivali u Produžnim osnovnim školama. U prvo vreme, učiteljske škole u Negotinu i Užicu, zbog blizine državnih imanja, bile su obuhvaćene ovom reformom. Odlučio je da se po jedna osnovna škola u svakom banovinskom mestu pretvori u oglednu školu da bi se na taj način u svim krajevima „uspostavili rasadnici novog načina školskog rada, obzirom da su postignuti izuzetni rezultati u oglednoj školi Kralja Aleksandra Prvog u Beogradu“.
Doneo je nove Uredbe sa zakonskom snagom o Visokoj umetničkoj akademiji i Srednjoj školi za primenjenu umetnost, o Muzičkoj akademiji i Srednjoj muzičkoj školi u Beogradu 31. marta 1937, Ekonomsko komercijalnoj visokoj školi u Beogradu 31. marta 1937, o Domaćičkim školama (Učiteljsko domaćička škola, škola za domaćice, tečajevi za domaćice) 31. marta 1937. Uredbu o uređenju Ministarstva prosvete doneo je 31. marta 1937. Odlukom od 16. marta 1937. otvorena je domaćička škola u mestu Blace, Srez Prokupački. Na osnovu Zakona o Univerzitetima 26. decembra 1936. propisao je Uredbu Medicinskih fakulteta Univerziteta u Beogradu, Zagrebu i Ljubljani. Ovom Uredbom izvršena je unifikacija medicinske nastave na sva tri medicinska fakulteta.
Bavio se novinarstvom i kao izuzetan finansijski stručnjak poklanjao je posebnu pažnju privrednim i finansijskim problemima. Uređivao je Beogradsku ekonomsku reviju koja je izlazila na francuskom i engleskom jeziku. Uređivao je Godišnjak Kraljevine SHS koji je publikovan u Londonu. Objavio je veliki broj stručnih radova u domaćim i stranim finansijsko-ekonomskim časopisima.
Umro je 20. septembra 1957. u Beogradu.

## Literatura
- Č.M. Mitrinović, Senat i Narodna skupština, Biografije narodnih poslanika
- Izveštaj bogoslovije Sveti Sava u Beogradu za šk. 1910-1912
- Narodna Prosveta, Organ Jugoslovenskog Učiteljskog Udruženja 1935. 1937.
- Pedagoška Jugoslavija 1918 -1938, Beograd 1939.